# Paulí Massip i Roca
Paulí Massip i Roca (La Granadella, Garrigues, 11 de maig de 1899 − Cholula, estat de Puebla, Mèxic, 21 de setembre de 1963), narrador, autor dramàtic i guionista cinematogràfic català, considerat membre de la Generació del 27.

## Biografia
Establert a Logronyo des de 1905 amb els seus pares i quatre germans, aprèn el castellà, llengua en la qual escriurà d'ara endavant; allí va estudiar i va concloure la carrera de Magisteri en 1919. Poc després de complir vint anys es va traslladar a París, on va viure i va treballar fins a 1921. Al seu retorn a Espanya va entrar en contacte amb la poderosa editorial Espasa-Calpe de Madrid, per la qual va traduir alguns llibres. A Logronyo va ajudar a fundar l'Ateneu de La Rioja i fou el seu vocal en lletres i secretari. Allí va fundar, amb l'ajuda del seu pare, intel·lectual liberal, i va dirigir entre 1924 i 1925, El Heraldo de La Rioja, i va fundar i va dirigir també entre 1926 i 1928 El Heraldo Riojano. Però la seva oposició a la dictadura de Primo de Rivera li va valer nombroses multes governamentals que va ofegar econòmicament l'empresa fins al seu tancament. Llavors viatja a Madrid amb la idea de dedicar-se al periodisme. En 1930 inicia la seva relació amb escriptors de la seva generació, com Manuel Andújar i Alejandro Casona, entre d'altres. Treballà a la revista Estampa, serà cap de redacció del diari Ahora i en 1933, després de ser el seu crític teatral, és nomenat director de La Voz de Madrid, el més jove d'Espanya. Després dirigirà El Sol, tots ells republicans i liberals. Freqüenta les tertúlies de José Ortega y Gasset a La Granja del Henar i la del Café Regina, presidida per Manuel Azaña.
Abans de la Guerra Civil estrena Dúo i les seves obres posteriors, les comèdies La frontera (1934) i El báculo y el paraguas (1936) són representades al Teatro Cervantes i el Teatro de la Zarzuela. Durant la guerra abandona Madrid, s'instal·la a València i, finalment, a Barcelona, on dirigeix La Vanguardia entre 1937 i 1938. Aquest mateix any és nomenat agregat de premsa a París pel ministre d'Afers exteriors. El Govern de Mèxic paga el seu viatge a l'exili, el de la seva família, al maig de 1939 al costat d'uns altres onze intel·lectuals com José Bergamín. En la travessia escriu Cartas de un español emigrado. A la seva arribada a Mèxic en 1939 s'integrà al SERE, organització d'ajuda als refugiats polítics espanyols. Dirigí el Boletín del Comité Técnico de Ayuda a los Republicanos Españoles. Col·laborà a la revista Mañana; publicà Cartas a un español emigrado (1939) i es naturalitzà mexicà en 1941.
A Mèxic va alternar el teatre, la novel·la i el relat curt amb l'escriptura de guions cinematogràfics, l'adaptació i traducció de textos. També posseeix obra en vers. Va ser també assidu col·laborador de les revistes de l'exili mexicà (Romance, España Peregrina, Litoral, Las Españas). Tanmateix en aquesta etapa la literatura va passar a un segon lloc; no en va Max Aub va afirmar que se l'havia empassat el cinema perquè, dramaturg i periodista de prestigi, novel·lista prometedor, es va consagrar ja gairebé amb total exclusivitat a ser guionista cinematogràfic, la qual cosa alternarà amb les seves crítiques a Cinema Reporter. Per al cinema mexicà va escriure més de cinquanta guions, segons Romà Gubern, des de 1941, quan va escriure el d'El barbero prodigioso, film que dirigí Fernando Soler. Entre ells hi ha El verdugo de Sevilla (1942), també de Fernando Soler, adaptació d'una obra de Pedro Muñoz Seca; Lo que va de ayer a hoy (1945), No basta con ser charros (1945) i Los maderos de San Juan (1946), de Juan Bustillo Oro; Jalisco canta en Sevilla (1948), coproducció hispanomexicana dirigida per Fernando de Fuentes i protagonitzada per Jorge Negrete; Yo soy charro de levita (1949), de Gilberto Martínez Solares; Crimen y castigo (1950), de Fernando de Fuentes, adaptació de la novel·la de Dostoievski; La devoradora (Dir. Fernando de Fuentes, 1946) Ahí viene Martín Corona (Dir. Miguel Zacarías, 1951) i Escuela de vagabundos (Dir. Rogelio A. González, 1954), tres pel·lícules protagonitzades per Pedro Infante. També firmó el guió de La barraca (1944), pel·lícula basada en el text de Vicente Blasco Ibáñez i dirigida per Roberto Gavaldón amb un equip tècnic integrat gairebé exclusivament per espanyols, i Canción de cuna, obra de teatre de María de la O Lejárraga. Adaptà al teatre El escándalo, de Pedro Antonio de Alarcón. Va morir a Mèxic el 21 de setembre de 1963.

## Obra
Lírica
- Remansos líricos, 1917.

Teatre
- Dúo
- El báculo y el paraguas, 1930, estrenada en 1936.
- La frontera, Madrid: La Farsa, 1933 (comedia)
- El hombre que hizo un milagro (Farsa en cuatro actos, el segundo dividido en tres cuadros) México: Editorial Atlante, 1944, duta al cinema com El barbero prodigioso.
- El emplazado, 1949.[2]
- El escándalo, 1952, adaptació de la novel·la de Pedro Antonio de Alarcón.
- La trampa, adaptació de la seva novel·la d'igual títol.

Novel·la
- El diario de Hamlet García, México: Imp. Manuel León Sánchez, 1944. Reimprès a Barcelona: Anthropos, 1987.
- La aventura de Marta Abril México: Stylo, 1953. Editat a Espanya per Zimerman Ediciones, Granada, 2010.
- Un ladrón México: Ardevol, 1953

Narracions
- Historias de amor, México: Empresas Editoriales, 1943, relatos.
- De quince llevo una, México, 1949. Editat a Espanya por Zimerman Ediciones, Granada, 2009.
- La trampa, México: Ardevol, 1953.
- El gafe, o la necesidad de un responsable, y otras historias, Edició de María Teresa González de Garay. Biblioteca Riojana: Logroño, 1992.
- La trampa y otros relatos. Edició de María Teresa González de Garay. Sevilla: Renacimiento, 2002.

Altres
- Traductor al castellà de Salambó de Gustave Flaubert. México: Editorial Leyenda. 1943.
- Cartas a un español emigrado, México: Ediciones del Centro Cultural El Nigromante, 1989.
- Cartas a un español emigrado, Estudi preliminar, nota biogràfica i bibliografia de María Teresa González de Garay. México: Ediciones del Centro Cultural El Nigromante, 1999.
- Prudencio sube al cielo, Edició i introducció de María Teresa González de Garay. Logroño: AMG, La ciudad y las sierras, 1994.
- Seis estampas riojanas, Edició, introducció i notes de María Teresa González de Garay. Logroño: Gobierno de La Rioja, Consejería de Educación, Cultura y Deportes, 1996.